# Čaġčarān
Čaġčarān (persa: چغچران) es una ciudad de Afganistán. Está ubicado en la parte occidental del país. 
Su población es de 35.540 habitantes (2007). 
Es capital de la provincia de Ġawr. 
La ciudad está situado a lo largo del río Hari Rud en una altitud de 2.280 m s. n. m. Es considerada la ciudad más grande de la provincia. Čaġčarān está conectado por una carretera de 380 kilómetros de largo con Herāt al oeste y sobre la misma distancia con Kābul al este. Posee un aeropuerto, localizado al norte y al oeste del río Hari Rud, una milla al este, al noreste de Čaġčarān.

## Actualidad
En junio del 2005, la ISAF estableció al Equipo de Reconstrucción Provincial Lituano comandado por tropas danesas, norteamericanas e islandesas. 